# Don’t Cha Know
«Don’t Cha Know» es el decimosexto sencillo del artista inglés de música electrónica Andy Bell. Es el segundo sencillo y primer corte promocional del álbum Ten Crowns el cual realizó en colaboración con Dave Audé. 

## Lista de temas
1. Don’t Cha Know